# Albert Olsson
Albert Julius Olsson dit Abben (né le 28 novembre 1896 à Göteborg en Suède et mort le 20 octobre 1977 à Göteborg) est un joueur de football suédois.